# Цусима (крейсер)
«Цусима» — японский бронепалубный крейсер III ранга. Один из двух крейсеров типа «Ниитака», построенных по программе 1896 года. Участвовал в Русско-японской и Первой мировой войне.

## История службы

### Русско-японская война
Крейсер «Цусима» вошел в строй уже в ходе русско-японской войны и был включен в состав 4-го боевого отряда 2-й эскадры Соединенного флота. 9 марта 1904 года крейсер в составе своего отряда принимал участие в обстреле сигнальной станции на острове Сан-шан-дао под Порт-Артуром.
С апреля 1904 года крейсер нес сторожевую службу в Японском море, обеспечивая поиск Владивостокского отряда крейсеров. 15 июня русские корабли были обнаружены крейсером в Корейском проливе, однако в тумане контакт был потерян и 2-й боевой отряд адмирала Камимура перехватить их не сумел.14 августа 1904 года крейсер также нес сторожевую службу, поэтому принять непосредственное участие в бою в Корейском проливе не успел, но участвовал в спасении моряков с потопленного русского крейсера «Рюрик».
15 августа крейсера «Цусима» и «Читосэ» в спешном порядке были направлены на перехват крейсера «Новик». 20 августа крейсер «Цусима» обнаружил «Новик» на рейде Корсакова. В ходе продолжавшегося 70 минут боя «Цусима» смог нанести своему противнику 14 попаданий (в том числе три — ниже ватерлинии), вынудивших затопить «Новик». В свою очередь «Цусима» получила одну подводную пробоину, в результате чего возник значительный крен и крейсер был вынужден прекратить бой для исправления повреждений.
В Цусимском сражении крейсер действовал в составе своего отряда. 27 мая 1905 года в ходе сражения он участвовал в бою с русскими крейсерами «Олег», «Аврора» и «Жемчуг», а также вел огонь по плавучей мастерской «Камчатка», буксирному пароходу «Русь», транспортам и уже тяжело поврежденному броненосцу «Князь Суворов». Крейсер «Цусима» получил шесть попаданий, в результате которых появилась легкая течь, пробиты дымовые трубы разрушены некоторые судовые помещения; было убито 4 матроса, получили ранения — старший офицер корабля капитан 2-го ранга Ямазаки и 16 матросов.
28 мая крейсер «Цусима», действуя в составе своего 4-го боевого отряда принимал участие в окружении отряда кораблей контр-адмирала Небогатова и в последнем морском бою русско-японской войны — в бою с крейсером «Дмитрий Донской».
После русско-японской войны крейсер «Цусима» привлекался к патрулированию побережья Китая.

### Первая мировая война
С началом Первой мировой войны крейсер «Цусима» был направлен на патрулирование между Борнео (Калимантан) и Тимором для защиты судоходства. В последующем вошел в состав 1-й Японской эскадры Южных морей, базирующегося в Фиджи. В декабре 1914 года крейсер в составе эскадры принимал участие в охоте на Германскую Восточно-Азиатскую крейсерскую эскадру.
В феврале 1915 года в Сингапуре произошел мятеж полка сипаев для подавления которого с британских, французских, японских и русских кораблей (вспомогательный крейсер «Орел») был высажен десант. В том числе с японских крейсеров «Цусима» и «Отова» отправлено по 75 моряков.
С середины февраля 1915 года и до окончания войны крейсера «Цусима» и «Ниитака», базируясь в Кейптауне обеспечивали безопасность морских перевозок в юго-западной части Индийского океана.

### Интервенция в Россию
С 1919 по 1920 год крейсер «Цусима» принимает участие в интервенции в Россию, обеспечивая переброску японских войск во Владивосток.

### Завершение службы
1 сентября 1921 года «Цусима» был переклассифицирован в корабль береговой обороны 2-го класса. 

В 1922 году изменено артиллерийское вооружение корабля: 6 — 152-мм орудий, 8 — 76-мм орудий. Впоследствии дополнительно установлена одна 76-мм зенитная пушка. Корабль использовался для патрулирования китайского побережья. В 1930 году частично разоружен, использовался в качестве несамоходного учебного корабля в Йокосука. В 1936 году исключен из боевого состава флота. В 1939 году переоборудован в корабль-цель № 10 (Hai Kan No. 10) и в 1944 году потоплен в ходе учебных торпедных стрельб.

## Командиры корабля
- капитан 2-го ранга Сендо Такетеру (Sendo, Taketeru) — командовал кораблем с 16 октября 1903 года по 7 декабря 1903 года[5].
- капитан 1-го ранга Нисияма Санечика (Nishiyama, Sanechika) — командовал кораблем с 31 августа 1905 года по 5 августа 1907 года[6].

## Галерея
- В Куре после вступления в строй в 1904 году
- В 1905 году